# Nati il 14 novembre

## XV secolo(5)
- 1401 - Ludovico Scarampi Mezzarota, cardinale, condottiero e medico italiano († 1465)
- 1440 - Giuseppe di Volokolamsk, monaco cristiano e religioso russo († 1515)
- 1487 - Giovanni IV von Pernstein, nobile ceco († 1548)
- 1489 - Emilio Ferretti, giurista e diplomatico italiano († 1552)
- 1493 - Paracelso, medico, alchimista e astrologo svizzero († 1541)

## XVI secolo(6)
- 1501 - Anna di Oldenburg, nobile († 1575)
- 1531 - Richard Topcliffe, nobile e investigatore inglese († 1604)
- 1540 - Girolamo Bernerio, cardinale italiano († 1611)
- 1560 - Scipione di Manzano, umanista e letterato italiano († 1596)
- 1565 - Petrus Bertius, cartografo, bibliotecario e matematico fiammingo († 1629)
- 1567 - Maurizio di Nassau, nobile olandese († 1625)

## XVII secolo(9)
- 1601 - Giovanni Eudes, religioso francese († 1680)
- 1619 - Thomas Howard, III conte di Berkshire, nobile e politico inglese († 1706)
- 1636 - Pierre-Armand du Cambout de Coislin, cardinale e vescovo cattolico francese († 1706)
- 1641 - Alberto Antonio di Schwarzburg-Rudolstadt, principe († 1710)
- 1650 - Guglielmo III d'Inghilterra, sovrano olandese († 1702)
- 1663 - Friedrich Wilhelm Zachow, compositore tedesco († 1712)
- 1668 - Johann Lucas von Hildebrandt, architetto austriaco († 1745)
- 1671 - Alvaro Mendoza Caamaño y Sotomayor, cardinale spagnolo († 1761)
- 1681 - Alessandro Tanara, cardinale italiano († 1754)

## XVIII secolo(44)
- 1706 - Giovanni Battista Cacherano di Bricherasio, generale italiano († 1782)
- 1707 - Elia Lauricella, religioso italiano († 1780)
- 1712 - Paolo Francesco Antamori, cardinale e vescovo cattolico italiano († 1795)
- 1712 - Carlo Augusto di Baden-Durlach, principe tedesco († 1786)
- 1713 - Blasius Columban von Bender, generale austriaco († 1798)
- 1719 - Leopold Mozart, compositore e musicista tedesco († 1787)
- 1723 - Johann Ludwig Aberli, pittore, incisore e disegnatore svizzero († 1786)
- 1723 - Johann Christian Krüger, scrittore tedesco († 1750)
- 1739 - William Hewson, anatomista britannico († 1774)
- 1740 - Johann van Beethoven, tenore tedesco († 1792)
- 1745 - Dominique Villars, botanico francese († 1814)
- 1746 - Cristina Elisabetta di Anhalt-Bernburg, nobile († 1823)
- 1746 - Franz Pilati von Tassul, generale austriaco († 1805)
- 1746 - Girolamo della Porta, cardinale italiano († 1812)
- 1748 - Philippe-Frédéric de Dietrich, politico e scienziato francese († 1793)
- 1750 - Francesco Gianni, poeta italiano († 1822)
- 1753 - Johann Aloys Josef von Hügel, diplomatico e politico austriaco († 1825)
- 1754 - Clementino Vannetti, scrittore e letterato italiano († 1795)
- 1760 - Johann Evangelist Brandl, compositore e violinista tedesco († 1837)
- 1765 - Pierre-Louis Binet de Marcognet, generale francese († 1854)
- 1765 - Robert Fulton, ingegnere statunitense († 1815)
- 1771 - Marie François Xavier Bichat, chirurgo e fisiologo francese († 1802)
- 1772 - Carlo Maffei di Boglio, generale e politico italiano († 1854)
- 1773 - Stapleton Cotton, I visconte Combermere, generale britannico († 1865)
- 1774 - Gaspare Spontini, compositore italiano († 1851)
- 1775 - Paul Johann Anselm Ritter von Feuerbach, giurista tedesco († 1833)
- 1776 - Henri Dutrochet, medico, biologo e fisiologo francese († 1847)
- 1777 - Johann Ludwig Christian Gravenhorst, entomologo e zoologo tedesco († 1857)
- 1778 - Johann Nepomuk Hummel, compositore, direttore d'orchestra e pianista austriaco († 1837)
- 1778 - Heinrich Gottlieb Tzschirner, teologo tedesco († 1828)
- 1779 - Adam Gottlob Oehlenschläger, poeta e drammaturgo danese († 1850)
- 1780 - Clemente Folchi, architetto italiano († 1868)
- 1782 - John Branch, politico statunitense († 1863)
- 1783 - Gaspard Gourgaud, generale francese († 1852)
- 1788 - Michail Petrovič Lazarev, esploratore e ammiraglio russo († 1851)
- 1794 - Natal'ja Stepanovna Apraksina, nobildonna russa († 1890)
- 1795 - Armand Lévy, mineralogista francese († 1841)
- 1796 - Domenico Maria Belzoppi, politico sammarinese († 1864)
- 1796 - Friederike Funk, soprano tedesca
- 1797 - Charles Lyell, geologo britannico († 1875)
- 1799 - Édouard Boilly, compositore francese († 1854)
- 1799 - Antonio Boldini, pittore italiano († 1872)
- 1799 - Alessandro Filippa, militare italiano († 1871)
- 1800 - James F. Reed, imprenditore irlandese († 1874)

## XIX secolo(183)
- 1801 - Louis Marie Fontan, drammaturgo e giornalista francese († 1839)
- 1801 - Lorenzo Maddem, ingegnere italiano († 1891)
- 1802 - Francesco Cusani, storico, scrittore e traduttore italiano († 1879)
- 1802 - August Pott, linguista tedesco († 1887)
- 1802 - Irene Ricciardi Capecelatro, poetessa e librettista italiana († 1870)
- 1803 - Jacob Abbott, scrittore e pedagogista statunitense († 1879)
- 1804 - Heinrich Dorn, direttore d'orchestra, compositore e giornalista tedesco († 1892)
- 1805 - Fanny Mendelssohn, pianista e compositrice tedesca († 1847)
- 1805 - Giuseppe Pietrocola, anatomista, chirurgo e politico italiano († 1889)
- 1806 - Joseph Guichard, pittore francese († 1880)
- 1807 - Schelto van Heemstra, politico olandese († 1864)
- 1807 - Auguste Laurent, chimico francese († 1853)
- 1807 - Gaetano Pasqui, agronomo italiano († 1879)
- 1808 - Enrico Montucci, matematico, patriota e filosofo italiano († 1877)
- 1808 - Michel Roux Vollon, politico francese († 1878)
- 1809 - Sergej Alekseevič Dolgorukov, politico e diplomatico russo († 1891)
- 1810 - Hector-Martin Lefuel, architetto francese († 1880)
- 1812 - Aleardo Aleardi, poeta e politico italiano († 1878)
- 1812 - Maria Cristina di Savoia, regina († 1836)
- 1814 - Edmund Bojanowski, filantropo polacco († 1871)
- 1814 - Albert Wolff, scultore tedesco († 1892)
- 1815 - Vincenzo Moretti, cardinale e arcivescovo cattolico italiano († 1881)
- 1816 - Edoardo Brunetta d'Usseaux, militare italiano († 1859)
- 1816 - John Curwen, educatore inglese († 1880)
- 1817 - Pasquale Landi, chirurgo italiano († 1895)
- 1819 - Angelo Dimai, alpinista e militare italiano († 1880)
- 1819 - Konrad Hofmann, medievista e filologo tedesco († 1890)
- 1820 - Lodovico Graziani, tenore italiano († 1885)
- 1821 - Luigi Buglione di Monale, militare italiano († 1884)
- 1823 - Ottavio Coletti, ingegnere e militare italiano († 1894)
- 1825 - Giovanni Acerbi, militare, patriota e politico italiano († 1869)
- 1825 - José Ramón Fernández de Luanco, letterato spagnolo († 1905)
- 1825 - Giuseppe Robecchi, politico italiano († 1898)
- 1826 - Giuseppe Cotta Ramusino, politico e funzionario italiano († 1876)
- 1826 - John Jeffrey, botanico scozzese († 1854)
- 1828 - Gabriele Castagnola, pittore italiano († 1883)
- 1828 - Alan Cathcart, III conte Cathcart, nobile e ufficiale scozzese († 1905)
- 1828 - Charles de Freycinet, politico e ingegnere francese († 1923)
- 1828 - James B. McPherson, generale statunitense († 1864)
- 1829 - Hendrik Dirk Kruseman van Elten, pittore olandese († 1904)
- 1829 - Karl Wilhelm von Kupffer, anatomista tedesco († 1902)
- 1829 - Mikayel Nalbandian, poeta, scrittore e traduttore armeno († 1866)
- 1830 - Conrad Bursian, filologo classico e archeologo tedesco († 1883)
- 1831 - Adolph von La Valette-St. George, anatomista e zoologo tedesco († 1910)
- 1833 - Ottone Secondo Tournon, militare e politico italiano († 1915)
- 1835 - Luigi Santamaria, insegnante italiano († 1912)
- 1838 - August Šenoa, scrittore croato († 1881)
- 1839 - Júlio Dinis, scrittore e medico portoghese († 1871)
- 1840 - Claude Monet, pittore francese († 1926)
- 1841 - Luigi Tagliaferri, pittore italiano († 1927)
- 1842 - Friedrich Erismann, igienista e oculista svizzero († 1915)
- 1843 - William Anson, giurista inglese († 1914)
- 1843 - Theodor Wilhelm Engelmann, botanico, fisiologo e docente tedesco († 1909)
- 1844 - Paul Mathey, pittore francese († 1929)
- 1844 - Louis-Gustave Richelot, ginecologo e chirurgo francese († 1924)
- 1845 - Ulisse Dini, matematico e politico italiano († 1918)
- 1845 - Filiberto Petiti, pittore e incisore italiano († 1924)
- 1846 - Giovanni Branchi, diplomatico italiano († 1936)
- 1847 - Ekaterina Michajlovna Dolgorukova, nobile russa († 1922)
- 1847 - Ruggero Alfredo Micheli, generale e ingegnere italiano († 1919)
- 1848 - William Carr, calciatore inglese († 1924)
- 1848 - Sándor Wekerle, politico ungherese († 1921)
- 1849 - Domenico Grandi, generale e politico italiano († 1937)
- 1850 - Amos Casselman, arciere statunitense († 1929)
- 1850 - Sophie Keller, soprano danese († 1929)
- 1850 - Pio da Langogne, arcivescovo cattolico francese († 1914)
- 1851 - Dora Schoonmaker, educatrice e missionaria statunitense († 1934)
- 1852 - Antonio Mancini, pittore italiano († 1930)
- 1852 - Giovanni Pozza, critico teatrale, critico musicale e giornalista italiano († 1914)
- 1853 - Anna D'Angeri, soprano italiano († 1907)
- 1853 - Vasile Zottu, generale rumeno († 1916)
- 1854 - Emily Anne Spencer-Churchill, nobildonna inglese († 1923)
- 1856 - John Mackinnon Robertson, giornalista e politico britannico († 1933)
- 1857 - Mihail Savov, generale bulgaro († 1928)
- 1858 - Johan Israel Axel Arrhenius, botanico finlandese († 1950)
- 1858 - Enrico Onufrio, poeta, scrittore e giornalista italiano († 1885)
- 1860 - Alexis-Armand Charost, cardinale e arcivescovo cattolico francese († 1930)
- 1860 - Hortense Dury-Vasselon, pittrice francese († 1924)
- 1861 - Rodolfo Bettazzi, matematico italiano († 1941)
- 1861 - Frederick Jackson Turner, storico statunitense († 1932)
- 1861 - Dominatore Mainetti, imprenditore e politico italiano († 1920)
- 1862 - Dino Mantovani, scrittore e critico letterario italiano († 1913)
- 1862 - George Washington Vanderbilt II, collezionista d'arte statunitense († 1914)
- 1862 - Şehzade Mahmud Celaleddin, principe ottomano († 1888)
- 1863 - Leo Baekeland, chimico statunitense († 1944)
- 1865 - Giuseppe Bagnera, matematico italiano († 1927)
- 1865 - Basil Cave, diplomatico inglese († 1931)
- 1865 - Federico Leopoldo di Prussia, principe e ufficiale prussiano († 1931)
- 1865 - Vincenzo Mazzenga, politico e agronomo italiano († 1942)
- 1865 - Prosper Montagné, cuoco, giornalista e scrittore francese († 1948)
- 1866 - Renato Piola Caselli, generale italiano († 1948)
- 1866 - Vasil Zlatarski, storico bulgaro († 1935)
- 1867 - Davide Campari, imprenditore italiano († 1936)
- 1867 - Surendra Bikram Prakash, principe e politico indiano († 1911)
- 1867 - Friedrich Vollmer, latinista e filologo classico tedesco († 1923)
- 1868 - Robert Gaillard, attore, regista e scrittore statunitense († 1941)
- 1868 - Raffaello Reghini, generale italiano († 1930)
- 1868 - Antonio Taramelli, archeologo italiano († 1939)
- 1869 - Iulia Hasdeu, scrittrice e poetessa rumena († 1888)
- 1869 - Cecil Romer, generale britannico († 1962)
- 1871 - Lucien-Victor Guirand de Scévola, pittore e disegnatore francese († 1950)
- 1871 - Ruggero Ruggeri, attore italiano († 1953)
- 1872 - Henri Baur, tiratore di fune, lottatore e discobolo austriaco († 1932)
- 1872 - Pierre Selderslagh, schermidore belga († 1955)
- 1874 - Roberto Bonola, matematico italiano († 1911)
- 1874 - Adolf Brand, giornalista, insegnante e scrittore tedesco († 1945)
- 1874 - Edgecomb Lee Jones, golfista statunitense († 1937)
- 1874 - André Gaston Prételat, generale francese († 1969)
- 1874 - Johann Schober, politico austriaco († 1932)
- 1875 - Jakob Schaffner, scrittore svizzero († 1944)
- 1875 - Gregorio del Pilar, generale filippino († 1899)
- 1877 - John Biller, lunghista, altista e discobolo statunitense († 1934)
- 1877 - Norman Brookes, tennista australiano († 1968)
- 1877 - Émile Gontier, astista e discobolo francese († 1947)
- 1877 - Arcangelo Ilvento, medico italiano († 1936)
- 1877 - Johann Evangelist Müller, arcivescovo cattolico tedesco († 1965)
- 1877 - Ján Vojtaššák, vescovo cattolico slovacco († 1965)
- 1878 - Virgilio Angioni, presbitero italiano († 1947)
- 1878 - Kingsley Benedict, attore, sceneggiatore e produttore cinematografico statunitense († 1951)
- 1878 - Inigo Campioni, ammiraglio italiano († 1944)
- 1878 - Antioco Casula, poeta italiano († 1957)
- 1878 - Henry Field, lunghista statunitense († 1944)
- 1878 - Zinaida Vasil'evna Konopljannikova, rivoluzionaria russa († 1906)
- 1878 - Leopold Staff, poeta e filosofo polacco († 1957)
- 1878 - Carlos Federico Sáez, pittore uruguaiano († 1901)
- 1879 - Henry de Monfreid, avventuriero e scrittore francese († 1974)
- 1880 - Eugene O'Brien, attore statunitense († 1966)
- 1881 - Hugo Blaschke, dentista tedesco († 1959)
- 1881 - René Tartara, nuotatore e pallanuotista francese († 1922)
- 1882 - Robert Lee Moore, matematico statunitense († 1974)
- 1882 - Roy F. Overbaugh, direttore della fotografia statunitense († 1966)
- 1883 - Ado Birk, politico, avvocato e diplomatico estone († 1942)
- 1883 - Oscar Brockmeyer, calciatore statunitense († 1954)
- 1884 - Cesare Maria De Vecchi, generale, politico e diplomatico italiano († 1959)
- 1884 - Angelo Rescalli, presbitero e pittore italiano († 1956)
- 1885 - Sonia Terk Delaunay, pittrice ucraina († 1979)
- 1885 - Hans Hermann Kürsteiner, esperantista e mercante svizzero († 1968)
- 1885 - Hermann Schweickert, calciatore tedesco († 1962)
- 1887 - Abdul Aziz di Perak, sovrano malese († 1948)
- 1887 - Bernhard Paumgartner, direttore d'orchestra, compositore e musicologo austriaco († 1971)
- 1887 - Amadeo de Souza-Cardoso, pittore portoghese († 1918)
- 1887 - Emilio Storace, dirigente sportivo e calciatore italiano
- 1887 - Pasquale Taraffo, chitarrista italiano († 1937)
- 1888 - Albino Pasini, ingegnere, dirigente d'azienda e politico italiano († 1972)
- 1889 - Hans Wilhelmsson Ahlmann, geografo svedese († 1974)
- 1889 - Taha Hussein, scrittore, docente e politico egiziano († 1973)
- 1889 - Kenwa Mabuni, karateka e maestro di karate giapponese († 1952)
- 1889 - Jawaharlal Nehru, politico indiano († 1964)
- 1889 - Corrado Racca, attore e doppiatore italiano († 1950)
- 1889 - William Rupertus, generale statunitense († 1945)
- 1891 - Frederick Grant Banting, fisiologo canadese († 1941)
- 1891 - Ted Meredith, mezzofondista e velocista statunitense († 1957)
- 1891 - Jarl Öhman, calciatore finlandese († 1936)
- 1891 - Pietro Piselli, allenatore di calcio italiano († 1960)
- 1891 - Carlo Someda de Marco, pittore, critico d'arte e storico dell'arte italiano († 1975)
- 1891 - Pietro Someda de Marco, scrittore e storico italiano († 1970)
- 1891 - Stanisław Ujejski, generale e aviatore polacco († 1981)
- 1892 - Fedir Parfenovyč Bohatyrčuk, scacchista sovietico († 1984)
- 1892 - Maurice Escande, attore e regista francese († 1973)
- 1892 - Andrea Marabini, politico italiano († 1984)
- 1892 - Gaetano Martinez, scultore italiano († 1951)
- 1892 - Egidio Meneghetti, medico e farmacologo italiano († 1961)
- 1892 - Olaf Ruud, calciatore norvegese († 1967)
- 1893 - Jean Ballard, editore francese († 1973)
- 1893 - Jack Cock, allenatore di calcio e calciatore britannico († 1966)
- 1893 - Filippo Alberto di Württemberg, principe tedesco († 1975)
- 1893 - Carlo Emilio Gadda, scrittore e poeta italiano († 1973)
- 1893 - Adolf Haas, militare tedesco († 1945)
- 1894 - Rino Corso Fougier, generale e aviatore italiano († 1963)
- 1894 - Federico Moro, generale italiano († 1963)
- 1894 - Seena Owen, attrice e sceneggiatrice statunitense († 1966)
- 1895 - Walter Jackson Freeman II, medico e neurologo statunitense († 1972)
- 1895 - Louise Huff, attrice statunitense († 1973)
- 1896 - Mamie Eisenhower, first lady statunitense († 1979)
- 1896 - Teodors Plade, calciatore lettone († 1949)
- 1897 - Paul Ricca, mafioso italiano († 1972)
- 1897 - Lottice Howell, cantante e attrice statunitense († 1982)
- 1897 - Francesco Lupi, pittore e decoratore italiano († 1960)
- 1897 - Lewon Mirzoyan, politico sovietico († 1939)
- 1898 - Benjamin Fondane, filosofo e scrittore rumeno († 1944)
- 1899 - Guido Pincheri, politico e antifascista italiano († 1979)
- 1899 - Giovanni Trentarossi, ciclista su strada italiano († 1977)
- 1900 - Aaron Copland, compositore statunitense († 1990)

## XX secolo(891)
- 1901 - Morton Downey, cantante e attore cinematografico statunitense († 1985)
- 1901 - Giorgio Simonelli, regista, sceneggiatore e critico cinematografico italiano († 1966)
- 1902 - Carlo Buti, cantante e attore italiano († 1963)
- 1902 - Hans Dittmar, velista finlandese († 1967)
- 1902 - Pua Kealoha, nuotatore statunitense († 1989)
- 1902 - Eugène Kuborn, nuotatore e pallanuotista lussemburghese († 1991)
- 1902 - Alec Mann, giocatore di snooker inglese
- 1902 - Umberto Sannicolò, politico italiano († 1962)
- 1903 - Umberto Cornetti, calciatore italiano († 1978)
- 1903 - Georg Gehring, lottatore tedesco († 1943)
- 1903 - Nicolò Giacchetti, calciatore italiano († 1936)
- 1903 - Aleksandr Vasil'evič Kosarev, politico sovietico († 1939)
- 1903 - Piero Pilati, calciatore italiano († 1970)
- 1904 - Valerijonas Balčiūnas, arbitro di calcio e calciatore lituano († 1984)
- 1904 - Joseph Lockwood, imprenditore e produttore discografico britannico († 1991)
- 1904 - Dick Powell, attore, regista e cantante statunitense († 1963)
- 1904 - Arthur Michael Ramsey, arcivescovo anglicano inglese († 1988)
- 1905 - Giordano Aldrighetti, pilota motociclistico e pilota automobilistico italiano († 1939)
- 1905 - George Morris, pittore statunitense († 1975)
- 1905 - Ernest Prodolliet, diplomatico svizzero († 1984)
- 1906 - Andrej L'vovič Abrikosov, attore sovietico († 1973)
- 1906 - Albrecht Becker, produttore cinematografico, fotografo e attore tedesco († 2002)
- 1906 - Louise Brooks, attrice, ballerina e showgirl statunitense († 1985)
- 1906 - Flavia Paulon, critica cinematografica, giornalista e sceneggiatrice italiana († 1987)
- 1906 - Wolf Leslau, linguista polacco († 2006)
- 1906 - Claude Ménard, altista francese († 1980)
- 1906 - Raffaele Pucci, politico e medico italiano († 1959)
- 1907 - Pedro Arrupe, gesuita spagnolo († 1991)
- 1907 - Enrico Galassi, pittore, architetto e poeta italiano († 1980)
- 1907 - Astrid Lindgren, scrittrice svedese († 2002)
- 1907 - Henryk Martyna, calciatore polacco († 1984)
- 1907 - William Steig, illustratore, scultore e scrittore statunitense († 2003)
- 1908 - Nicola Manzari, scrittore e sceneggiatore italiano († 1991)
- 1908 - Joseph McCarthy, politico statunitense († 1957)
- 1908 - Hedley Sparks, presbitero, biblista e ebraista britannico († 1996)
- 1908 - Dorothy Wilson, attrice statunitense († 1998)
- 1909 - Armando Giuffredi, scultore e medaglista italiano († 1986)
- 1909 - Hans-Ullrich Sandig, astronomo tedesco († 1979)
- 1910 - Marino Bon, calciatore italiano († 1997)
- 1910 - Rosemary DeCamp, attrice statunitense († 2001)
- 1910 - Edmondo Mornese, calciatore italiano († 1962)
- 1910 - Silvio Oddi, cardinale e arcivescovo cattolico italiano († 2001)
- 1910 - Amos Pampaloni, ufficiale italiano († 2006)
- 1910 - Jerzy Putrament, scrittore e poeta polacco († 1986)
- 1911 - Giordano Colaussi, calciatore italiano († 1959)
- 1911 - Igino Lega, gesuita e militare italiano († 1951)
- 1912 - Peggy Cartwright, attrice canadese († 2001)
- 1912 - Barbara Hutton, socialite statunitense († 1979)
- 1912 - Helmut Käser, avvocato svizzero († 1994)
- 1912 - Giovanni Macchia, francesista, saggista e critico letterario italiano († 2001)
- 1912 - Pietro Torretta, mafioso italiano († 1975)
- 1913 - Malcolm McLean, imprenditore statunitense († 2001)
- 1913 - Tat'jana Ivanovna Ustinova, geologa sovietica († 2009)
- 1913 - Abd al-Ilah ibn Ali al-Hashimi, politico iracheno († 1958)
- 1914 - Raúl Banfi, calciatore uruguaiano († 1982)
- 1914 - Eric Crozier, direttore teatrale, librettista e sceneggiatore britannico († 1994)
- 1914 - Joakim Rakovac, antifascista e partigiano croato († 1945)
- 1914 - Guido Scagliarini, pilota automobilistico italiano († 2017)
- 1914 - Florentine Rost van Tonningen, olandese († 2007)
- 1914 - Pavol Ušák Oliva, poeta e presbitero slovacco († 1941)
- 1914 - Nayef ibn 'Abd Allah, principe e militare giordano († 1982)
- 1915 - Billy Bauer, chitarrista statunitense († 2005)
- 1915 - Leandro Fusaro, politico italiano († 1990)
- 1915 - Martha Tilton, cantante statunitense († 2006)
- 1916 - Roger Apéry, matematico francese († 1994)
- 1916 - Lawrence Joseph Giacoletto, ingegnere elettrotecnico e inventore statunitense († 2004)
- 1916 - Reginaldo Polloni, canottiere italiano († 2004)
- 1917 - Elena Giusti, attrice e cantante italiana († 2009)
- 1917 - Giovanni Grimaldi, regista e sceneggiatore italiano († 2001)
- 1918 - John Bromwich, tennista australiano († 1999)
- 1918 - Jeanne Daman, partigiana e insegnante belga († 1986)
- 1918 - Pavlik Trofimovič Morozov, sovietico († 1932)
- 1919 - Björn Borg, nuotatore svedese († 2009)
- 1919 - Vincenzo Cicerone, politico italiano († 1989)
- 1919 - John William Cooke, politico argentino († 1968)
- 1919 - Rudolf Kreitlein, arbitro di calcio tedesco († 2012)
- 1919 - Matt Vaniel, cestista statunitense († 1981)
- 1920 - Cato Bontjes van Beek, antifascista tedesca († 1943)
- 1920 - Stefano Cavaliere, politico italiano († 2001)
- 1920 - John McCabe, biografo e docente statunitense († 2005)
- 1920 - Angelo Romanò, politico, scrittore e dirigente d'azienda italiano († 1989)
- 1920 - Bertram Ross, ballerino e coreografo statunitense († 2003)
- 1920 - Alojzij Šuštar, arcivescovo cattolico sloveno († 2007)
- 1921 - Luigi Arnone, politico italiano († 2020)
- 1921 - Wally Borrevik, cestista e allenatore di pallacanestro statunitense († 1988)
- 1921 - Dick Farney, cantante, showman e pianista brasiliano († 1987)
- 1921 - Mario Galizia, giurista e costituzionalista italiano († 2013)
- 1921 - Brian Keith, attore statunitense († 1997)
- 1921 - Dominique Nguyễn Văn Lãng, vescovo cattolico vietnamita († 1988)
- 1921 - Artemio Strazzi, politico italiano († 2013)
- 1922 - Phyllis Avery, attrice statunitense († 2011)
- 1922 - Boutros Boutros-Ghali, giurista, politico e diplomatico egiziano († 2016)
- 1922 - Piero Farani, artigiano italiano († 1997)
- 1922 - Veronica Lake, attrice statunitense († 1973)
- 1922 - Roberto Lovera, cestista e allenatore di pallacanestro uruguaiano († 2016)
- 1923 - Giuseppe Alessandrini, compositore italiano († 2016)
- 1923 - Margaret Courtenay, attrice britannica († 1996)
- 1923 - Julián Cuenca, calciatore spagnolo († 1969)
- 1923 - Sergio Del Pinto, calciatore e allenatore di calcio italiano († 2017)
- 1923 - Alberto Giolitti, fumettista italiano († 1993)
- 1923 - Misael Pastrana Borrero, politico colombiano († 1997)
- 1924 - Leonid Borisovič Kogan, violinista sovietico († 1982)
- 1924 - Rikidōzan, wrestler e attore giapponese († 1963)
- 1924 - Rolf Schimpf, attore tedesco († 2025)
- 1925 - Paolo Bacilieri, cantante italiano († 1997)
- 1925 - Ilario Fiore, giornalista e scrittore italiano († 1998)
- 1925 - Eugene Greytak, attore statunitense († 2010)
- 1925 - Roj Aleksandrovič Medvedev, storico e politologo russo
- 1925 - Žores Medvedev, biologo, storico e agronomo russo († 2018)
- 1926 - Gaetano Cingari, storico e politico italiano († 1994)
- 1926 - Al Ries, pubblicitario statunitense († 2022)
- 1926 - Leonie Rysanek, soprano austriaco († 1998)
- 1926 - Fumio Takechi, giocatore di baseball giapponese († 2013)
- 1926 - Rudi Theissen, ciclista su strada e pistard tedesco († 2010)
- 1927 - Franco Alasia, scrittore italiano († 2006)
- 1927 - Renzo Marcato, pittore italiano († 2014)
- 1927 - Stefanina Moro, partigiana italiana († 1944)
- 1927 - Renato Perona, pistard italiano († 1984)
- 1927 - McLean Stevenson, attore statunitense († 1996)
- 1927 - Narciso Yepes, chitarrista spagnolo († 1997)
- 1928 - Aulo Brazzoduro, fumettista italiano († 2022)
- 1928 - Kathleen Hughes, attrice statunitense († 2025)
- 1928 - Bernabé Martí, tenore spagnolo († 2022)
- 1928 - Vitalij Masol, politico ucraino († 2018)
- 1929 - Horst Janssen, artista tedesco († 1995)
- 1929 - Eduardo Vicente Mirás, arcivescovo cattolico argentino († 2022)
- 1929 - Ken Oxford, calciatore inglese († 1993)
- 1929 - Edoardo Speranza, politico italiano († 2014)
- 1930 - John Dale Bennett, ex lunghista statunitense
- 1930 - Pierre Bergé, imprenditore e filantropo francese († 2017)
- 1930 - Shirley Crabtree, wrestler e rugbista a 15 britannico († 1997)
- 1930 - Elisabeth Frink, scultrice britannica († 1993)
- 1930 - Monique Mercure, attrice canadese († 2020)
- 1930 - Jānis Pujats, cardinale e arcivescovo cattolico lettone
- 1930 - Edward White, astronauta statunitense († 1967)
- 1931 - Antonio Climati, direttore della fotografia e regista italiano († 2015)
- 1931 - Jacqueline Genton, modella svizzera († 2015)
- 1931 - Richard Murphy, canottiere statunitense († 2023)
- 1931 - Andrzej Nartowski, cestista polacco († 2003)
- 1931 - Maria Serraino, mafiosa italiana († 2017)
- 1932 - Piero Biagini, ex calciatore italiano
- 1932 - Tulio Manuel Chirivella Varela, arcivescovo cattolico venezuelano († 2021)
- 1932 - Annie Fratellini, circense, attrice e musicista francese († 1997)
- 1932 - Takashi Itoyama, cestista giapponese († 1983)
- 1932 - Lanfranco Radi, artista e architetto italiano († 2006)
- 1932 - Gunter Sachs, fotografo, imprenditore e astrologo tedesco († 2011)
- 1932 - Jack Smith, regista, fotografo e artista statunitense († 1989)
- 1933 - Johannes Ducheyne, cestista belga
- 1933 - Alfio Finetti, cantautore italiano († 2018)
- 1933 - Konstantin Georgiev, cestista bulgaro († 2016)
- 1933 - Fred Haise, ex astronauta e aviatore statunitense
- 1933 - Georgi Panov, cestista bulgaro († 2016)
- 1934 - Franco Battistelli, storico e bibliotecario italiano († 2020)
- 1934 - Carlo De Benedetti, imprenditore, dirigente d'azienda e editore italiano
- 1934 - Dave Mackay, calciatore e allenatore di calcio scozzese († 2015)
- 1934 - Ellis Marsalis, pianista e musicista statunitense († 2020)
- 1935 - Ferdinando Camon, scrittore italiano
- 1935 - Harry B. Gray, chimico statunitense
- 1935 - Husayn di Giordania, re giordano († 1999)
- 1935 - Enzo Jannace, cantante italiano († 2018)
- 1935 - Giampaolo Lenzi, allenatore di atletica leggera italiano († 2015)
- 1935 - Julio Maglione, dirigente sportivo uruguaiano
- 1935 - Armando Veneto, politico e avvocato italiano
- 1936 - Carey Bell, armonicista e bassista statunitense († 2007)
- 1936 - Horst Blanck, archeologo tedesco († 2010)
- 1936 - Jesús Blancornelas, scrittore e giornalista messicano († 2006)
- 1936 - Antonio Gades, danzatore, coreografo e politico spagnolo († 2004)
- 1936 - Guy Ignolin, ciclista su strada francese († 2011)
- 1936 - Josefina Molina, regista e sceneggiatrice spagnola
- 1936 - Antonio Pedone, economista italiano
- 1936 - Rubén Héctor Sosa, calciatore argentino († 2008)
- 1936 - Nanda Vigo, designer italiana († 2020)
- 1937 - Vittorio Adorni, ciclista su strada, dirigente sportivo e conduttore televisivo italiano († 2022)
- 1937 - Bobby Astyr, attore pornografico e musicista statunitense († 2002)
- 1937 - Mario Caccavale, giornalista e scrittore italiano
- 1937 - Stelio De Carolis, politico italiano († 2017)
- 1937 - Carlo Federico Grosso, avvocato e giurista italiano († 2019)
- 1937 - Olusegun Obasanjo, generale e politico nigeriano
- 1938 - Yves Cheylan, compositore di scacchi francese († 2021)
- 1938 - Guido Neppi Modona, giurista italiano
- 1939 - Wendy Carlos, musicista e compositrice statunitense
- 1939 - Giovanni Carminucci, ginnasta italiano († 2007)
- 1939 - Anna Cataldi, giornalista, scrittrice e produttrice cinematografica italiana († 2021)
- 1939 - Ben Cayetano, politico statunitense
- 1939 - Reginald Foster, religioso, latinista e teologo statunitense († 2020)
- 1939 - Diego Lorenzi, presbitero e missionario italiano
- 1939 - Carl-Heinz Rühl, calciatore tedesco († 2019)
- 1939 - Gianfranco Staccioli, scrittore e pedagogista italiano
- 1940 - Géza d'Asburgo-Lorena, principe e storico dell'arte ungherese
- 1940 - Susan Zuccotti, storica statunitense
- 1941 - Adriano Aguiari, rugbista a 15 italiano
- 1941 - Caza, fumettista francese
- 1941 - Romy Diaz, attore e regista filippino († 2005)
- 1941 - John Kyndbøl, dirigente sportivo e calciatore danese († 2017)
- 1941 - Domenico Losurdo, storico della filosofia italiano († 2018)
- 1941 - ʿAbd Allāh al-ʿAzzām, attivista palestinese († 1989)
- 1942 - Jean-Noël Aletti, presbitero e biblista francese
- 1942 - Giancarlo Aragona, diplomatico italiano
- 1942 - Klaus Beer, lunghista tedesco († 2023)
- 1942 - Paolo Ciarchi, chitarrista italiano († 2019)
- 1942 - Julijan Gbur, vescovo cattolico ucraino († 2011)
- 1942 - Elena Ghielmini, poetessa e scrittrice svizzera
- 1942 - Mamoni Raisom Goswami, scrittrice e docente indiana († 2011)
- 1942 - Natal'ja Gutman, violoncellista russa
- 1942 - Kent Hance, politico e avvocato statunitense
- 1942 - Roberto Rodríguez Aguirre, ex calciatore spagnolo
- 1942 - Hans Scholl, astronomo tedesco
- 1942 - Bryan Watson, hockeista su ghiaccio e allenatore di hockey su ghiaccio canadese († 2021)
- 1943 - Rafael Leonardo Callejas, politico honduregno († 2020)
- 1943 - Hans Jørn Fogh Olsen, astronomo danese
- 1943 - Johnny Hansen, ex calciatore danese
- 1943 - Vicky Ludovisi, attrice italiana
- 1943 - Peter Norton, programmatore statunitense
- 1943 - Olle Petrusson, ex biatleta svedese
- 1943 - Dave Smith, allenatore di calcio e ex calciatore scozzese
- 1943 - Marie Soukupová, ex cestista cecoslovacca
- 1944 - Karen Armstrong, saggista britannica
- 1944 - George Cables, pianista e compositore statunitense
- 1944 - Mircea Chivulescu, cestista rumeno († 2011)
- 1944 - Yitzchak Ginsburgh, teologo e rabbino israeliano
- 1944 - Mike Katz, culturista statunitense
- 1944 - Michel Maffesoli, sociologo francese
- 1944 - Giuseppe Marchetti Tricamo, storico italiano
- 1944 - Tom McEvoy, giocatore di poker statunitense
- 1944 - Remigio Ratti, economista e politico svizzero
- 1944 - Rafael Roncagliolo, politico, sociologo e diplomatico peruviano († 2021)
- 1944 - Rod Seiling, ex hockeista su ghiaccio canadese
- 1944 - Francesco Trabucco, architetto e designer italiano († 2021)
- 1944 - Tom Workman, ex cestista statunitense
- 1945 - Steno Gola, ex calciatore italiano
- 1945 - Paul Hirsch, montatore statunitense
- 1945 - Mike Livingston, ex giocatore di football americano statunitense
- 1945 - Brett Lunger, ex pilota automobilistico statunitense
- 1946 - Davide Boifava, dirigente sportivo, ex ciclista su strada e pistard italiano
- 1946 - Sacheen Littlefeather, attrice e attivista statunitense († 2022)
- 1946 - Roland Duchâtelet, imprenditore e politico belga
- 1946 - Giacomino Granchi, politico italiano († 2011)
- 1946 - Simmie Hill, cestista statunitense († 2013)
- 1946 - Piero Ortu, politico italiano
- 1946 - Rick Pagnutti, ex hockeista su ghiaccio canadese
- 1947 - Pietro Alò, politico italiano († 2005)
- 1947 - Buckwheat Zydeco, fisarmonicista statunitense († 2016)
- 1948 - Carlo III del Regno Unito, re britannico
- 1948 - Carmen Covito, scrittrice e traduttrice italiana
- 1948 - Michael Dobbs, politico e scrittore britannico
- 1948 - Robert Ginty, attore, regista e sceneggiatore statunitense († 2009)
- 1948 - Domenico Izzo, politico italiano († 2023)
- 1948 - Kristina Lugn, poetessa, drammaturga e critica letteraria svedese († 2020)
- 1948 - Walter Olkewicz, attore statunitense († 2021)
- 1948 - Walter Savelli, pianista e compositore italiano
- 1948 - Luigi Venturato, ex ciclista su strada italiano
- 1948 - Jimmy Young, pugile statunitense († 2005)
- 1949 - Paola Balducci, politica e giurista italiana
- 1949 - Karen Budge, ex sciatrice alpina statunitense
- 1949 - Enzo Cucchi, artista, pittore e scultore italiano
- 1949 - Linda DeScenna, scenografa statunitense
- 1949 - Gary Grubbs, attore statunitense
- 1949 - Gerardo Rocconi, vescovo cattolico italiano
- 1949 - Boutros Romhein, scultore siriano
- 1949 - Tassadit Yacine, antropologa berbera
- 1949 - James Young, chitarrista statunitense
- 1950 - Michele Abbate, politico italiano († 1999)
- 1950 - Roger Birnbaum, produttore cinematografico e produttore televisivo statunitense
- 1950 - Claudio Bonivento, produttore cinematografico, produttore televisivo e sceneggiatore italiano
- 1950 - Eric McManus, ex calciatore nordirlandese
- 1950 - Sarah Radclyffe, produttrice cinematografica e produttrice televisiva britannica
- 1950 - Judy Schwomeyer, ex danzatrice su ghiaccio statunitense
- 1950 - Zhang Yimou, regista, sceneggiatore e attore cinese
- 1951 - Frankie Banali, batterista statunitense († 2020)
- 1951 - Alberto Barrion, zoologo e aracnologo filippino
- 1951 - Sandahl Bergman, attrice e ballerina statunitense
- 1951 - Stephen Bishop, cantante, chitarrista e attore statunitense
- 1951 - Zan Charisse, attrice statunitense
- 1951 - Marco Marchi, critico letterario italiano
- 1951 - Salote Mafile'o Pilolevu Tuita, principessa tongana
- 1951 - Francesco Taurisano, magistrato italiano
- 1952 - Johnny A., chitarrista statunitense
- 1952 - Piero Carlo Bonzano, imprenditore italiano
- 1952 - Michele Cucuzza, giornalista, conduttore televisivo e conduttore radiofonico italiano
- 1952 - Mario De Scalzi, giornalista italiano
- 1952 - Bill Farmer, doppiatore statunitense
- 1952 - Dīmītrīs Fōsses, ex cestista greco
- 1952 - Maria Kliegel, violoncellista tedesca
- 1952 - Pekka Niemi, ex sollevatore finlandese
- 1952 - Chris Noonan, regista e sceneggiatore australiano
- 1952 - Maggie Roswell, attrice e doppiatrice statunitense
- 1952 - Ray Sharkey, attore statunitense († 1993)
- 1952 - Marcel Starks, ex cestista statunitense
- 1953 - Nikolaj Arabov, ex calciatore bulgaro
- 1953 - Graciela Bianchi, politica, avvocata e docente uruguaiana
- 1953 - Igor' Bobrin, ex pattinatore artistico su ghiaccio sovietico
- 1953 - Tim Bowler, scrittore e traduttore britannico
- 1953 - James Guthrie, produttore discografico britannico
- 1953 - Peter Hidien, ex calciatore tedesco
- 1953 - Herbert Neumann, allenatore di calcio e ex calciatore tedesco
- 1953 - Hiroto Saikawa, imprenditore giapponese
- 1953 - Stefano Tedeschi, ex arbitro di calcio italiano
- 1953 - Dominique de Villepin, diplomatico, scrittore e avvocato francese
- 1954 - Robert Alberts, allenatore di calcio e ex calciatore olandese
- 1954 - Yanni, pianista, tastierista e compositore greco
- 1954 - Stefano Gaggioli, politico italiano
- 1954 - Carlos Rojas Gutiérrez, politico messicano († 2024)
- 1954 - Bernard Hinault, ex ciclista su strada e pistard francese
- 1954 - Condoleezza Rice, politica, diplomatica e politologa statunitense
- 1954 - Eliseo Salazar, pilota automobilistico cileno
- 1954 - Luigi Sanzone, ex calciatore italiano
- 1955 - Kevin S. Bright, produttore televisivo e regista statunitense
- 1955 - Roy Cotton, ex calciatore inglese
- 1955 - Philip Anthony Egan, vescovo cattolico britannico
- 1955 - Sulejman Halilović, ex calciatore jugoslavo
- 1955 - Heidi Hautala, politica finlandese
- 1955 - Matthias Herget, ex calciatore tedesco
- 1955 - Bernd Lange, politico tedesco
- 1955 - Kōichi Nakano, ex pistard giapponese
- 1955 - Jack Sikma, ex cestista e allenatore di pallacanestro statunitense
- 1955 - Galina Sovetnikova, ex canottiera russa
- 1956 - Giuseppe Artuso, ex rugbista a 15, allenatore di rugby a 15 e dirigente sportivo italiano
- 1956 - Kenneth Bowersox, ex astronauta statunitense
- 1956 - Renzo Castagnini, dirigente sportivo e ex calciatore italiano
- 1956 - Avi Cohen, calciatore e allenatore di calcio israeliano († 2010)
- 1956 - Valerie Jarrett, politica e avvocata statunitense
- 1956 - Loredana Lipperini, scrittrice, giornalista e conduttrice radiofonica italiana
- 1956 - Paul Mitchell, politico statunitense († 2021)
- 1956 - Greg Pence, politico statunitense
- 1956 - Almir Sater, cantante, musicista e attore brasiliano
- 1957 - Pia Gustafsson, ex sciatrice alpina svedese
- 1957 - Wolfgang Hoppe, ex bobbista e ex multiplista tedesco
- 1957 - Daniele Mannocci, politico italiano
- 1957 - Alena Kyselicová, ex hockeista su prato ceca
- 1957 - Gretchen Peters, cantautrice e musicista statunitense
- 1957 - Kirk Richards, cestista statunitense († 2003)
- 1957 - Antônio Emídio Vilar, arcivescovo cattolico brasiliano
- 1958 - Charles Bell, ex calciatore inglese
- 1958 - Ed DeChellis, allenatore di pallacanestro statunitense
- 1958 - Shafi Goldwasser, informatica statunitense
- 1958 - Sergio Goyri, attore messicano
- 1958 - Ingrīda Latimira, politica lettone († 2024)
- 1958 - Debbie Lesko, politica statunitense
- 1958 - Olivier Marchal, attore, regista e sceneggiatore francese
- 1958 - James Martinez, ex lottatore statunitense
- 1958 - Cindy Noble, ex cestista statunitense
- 1958 - José María Noriega, ex calciatore spagnolo
- 1958 - Francesco Pannofino, attore, doppiatore e direttore del doppiaggio italiano
- 1958 - Nigel Stepney, britannico († 2014)
- 1959 - Hilda Abrahamz, attrice e modella venezuelana
- 1959 - Paul Attanasio, sceneggiatore e produttore televisivo statunitense
- 1959 - Vincent Basciano, mafioso statunitense
- 1959 - Antoine Duléry, attore, sceneggiatore e dialoghista francese
- 1959 - Grażyna Jaworska, ex cestista polacca
- 1959 - Teo Luzi, generale italiano
- 1959 - Paul McGann, attore britannico
- 1959 - Sergej Mindirgasov, ex schermidore sovietico
- 1959 - Giuseppe Nesi, giurista e avvocato italiano
- 1959 - Piyapong Pue-on, ex calciatore thailandese
- 1959 - Bryan Stevenson, avvocato e attivista statunitense
- 1959 - Chris Woods, allenatore di calcio e ex calciatore inglese
- 1960 - Izumi Aso, fumettista giapponese
- 1960 - Ola By Rise, allenatore di calcio e ex calciatore norvegese
- 1960 - Marianne Dickerson, maratoneta statunitense († 2015)
- 1960 - Aldo Ercolano, mafioso italiano
- 1960 - Tom Judson, attore, compositore e ex attore pornografico statunitense
- 1960 - Kari Kuivalainen, cantante finlandese
- 1960 - Adriano Lorenzi, giocatore di curling italiano
- 1960 - Remi Moses, ex calciatore inglese
- 1960 - Horacio Perdomo, ex cestista uruguaiano
- 1960 - Lynden Rose, ex cestista bahamense
- 1960 - David Tattersall, direttore della fotografia britannico
- 1961 - Giovanni Avanti, politico italiano
- 1961 - Lucas Belvaux, attore, regista e sceneggiatore belga
- 1961 - Ben Coleman, cestista statunitense († 2019)
- 1961 - Antonio Flores, cantautore e attore spagnolo († 1995)
- 1961 - Jurga Ivanauskaitė, scrittrice lituana († 2007)
- 1961 - Elizabeth Keifer, attrice statunitense
- 1961 - Stefan von und zu Liechtenstein, diplomatico liechtensteinese
- 1961 - Frankie Marlowe, produttore discografico italiano
- 1961 - Juan Mignone, ex cestista uruguaiano
- 1961 - Nagui, conduttore televisivo, conduttore radiofonico e attore francese
- 1961 - Carlos Pacheco, fumettista spagnolo († 2022)
- 1961 - D. B. Sweeney, attore statunitense
- 1961 - Fredd Young, ex giocatore di football americano statunitense
- 1962 - Massimo Codevilla, ex cestista italiano
- 1962 - Tommy Coyne, allenatore di calcio e ex calciatore irlandese
- 1962 - Stefano Gabbana, stilista e imprenditore italiano
- 1962 - Satomi Kōrogi, doppiatrice giapponese
- 1962 - Roberto Pelliconi, ex ciclista su strada italiano
- 1962 - Laura San Giacomo, attrice statunitense
- 1962 - Josh Silver, tastierista e produttore discografico statunitense
- 1962 - Jessica Straus, doppiatrice statunitense
- 1962 - Atsuko Tanaka, doppiatrice giapponese († 2024)
- 1962 - Silvia Tortora, giornalista italiana († 2022)
- 1962 - Harland Williams, attore, comico e sceneggiatore canadese
- 1963 - Sorin Babii, tiratore a segno rumeno
- 1963 - Aaron Burckhard, batterista statunitense
- 1963 - Keith Curle, allenatore di calcio e ex calciatore inglese
- 1963 - Peter Fröjdfeldt, ex arbitro di calcio svedese
- 1963 - Skënder Gega, allenatore di calcio e ex calciatore albanese
- 1963 - Luciano Ghezzi, bassista italiano († 2020)
- 1963 - Michail Krasenkov, scacchista polacco
- 1963 - Gaetano Miglioranzi, ex hockeista su ghiaccio italiano
- 1963 - Lolita Miljavskaja, cantante, attrice e conduttrice televisiva russa
- 1963 - Leonardo Romanelli, gastronomo e giornalista italiano
- 1963 - Martin Romuáldez, politico filippino
- 1963 - Anno Saul, regista e sceneggiatore tedesco
- 1963 - Piet Sielck, musicista e produttore discografico tedesco
- 1963 - Stéphane Bern, conduttore radiofonico, scrittore e attore francese
- 1964 - John Allen, allenatore di calcio e ex calciatore gallese
- 1964 - Raúl Araiza, attore messicano
- 1964 - Gerald Baumgartner, allenatore di calcio, dirigente sportivo e ex calciatore austriaco
- 1964 - Carlos Chandía, arbitro di calcio cileno
- 1964 - Manlio Dovì, attore, cabarettista e imitatore italiano
- 1964 - Gianluigi Galbagini, allenatore di calcio e ex calciatore italiano
- 1964 - Fabio Guadagnini, giornalista, manager e conduttore televisivo italiano
- 1964 - Silken Laumann, ex canottiera canadese
- 1964 - Luigi Leone, ex pallanuotista e allenatore di pallanuoto italiano
- 1964 - Tony Sansone, doppiatore italiano
- 1964 - Joseph Simmons, rapper statunitense
- 1964 - Patrick Warburton, attore e doppiatore statunitense
- 1965 - Federico Biscione, compositore italiano
- 1965 - Tina Cipollari, personaggio televisivo e opinionista italiana
- 1965 - Alex Dyer, allenatore di calcio e ex calciatore britannico
- 1965 - Laura Kraut, cavallerizza statunitense
- 1965 - Olivier Merle, ex rugbista a 15 e imprenditore francese
- 1965 - La Parka, wrestler messicano
- 1965 - Carlos Miguel Prieto, direttore d'orchestra e direttore artistico messicano
- 1965 - Dario Rosciglione, contrabbassista italiano
- 1965 - László Rózsa, ex calciatore e ex giocatore di calcio a 5 ungherese
- 1965 - Stuart Staples, musicista, compositore e cantante britannico
- 1965 - Sarah Stockbridge, attrice e ex modella britannica
- 1965 - Ariane de Rothschild, imprenditrice e banchiera francese
- 1966 - Eric Hill, ex giocatore di football americano statunitense
- 1966 - Ronny Levy, allenatore di calcio israeliano
- 1966 - Yan Maresz, compositore francese
- 1966 - Marit Nissen, attrice e doppiatrice tedesca
- 1966 - Roly Paniagua, ex calciatore boliviano
- 1966 - Petra Rossner, ex ciclista su strada e pistard tedesca
- 1966 - Curt Schilling, ex giocatore di baseball statunitense
- 1967 - Friday Elahor, ex calciatore nigeriano
- 1967 - Fabrizio Forte, attore cinematografico italiano
- 1967 - Nina Gordon, cantautrice e chitarrista statunitense
- 1967 - Stefano Papiri, ex calciatore italiano
- 1967 - Max Pezzali, cantautore e scrittore italiano
- 1967 - Imre Pulai, ex canoista ungherese
- 1967 - Roberto Rotatori, cavaliere italiano
- 1967 - Julio Saldaña, ex calciatore argentino
- 1967 - Nicola Savino, conduttore radiofonico, conduttore televisivo e autore televisivo italiano
- 1967 - Timofej Skrjabin, ex pugile moldavo
- 1967 - Makoto Teguramori, allenatore di calcio e ex calciatore giapponese
- 1967 - Paul Wagner, ex giocatore di baseball statunitense
- 1968 - Isabelle Broué, regista e sceneggiatrice francese
- 1968 - José Carlos de Almeida, calciatore brasiliano († 2024)
- 1968 - Janine Lindemulder, ex attrice pornografica e modella statunitense
- 1968 - Lucia Medzihradská, ex sciatrice alpina slovacca
- 1968 - Svetlana Pečërskaja, ex biatleta russa
- 1968 - Claudia Porwik, ex tennista tedesca
- 1968 - Lionel Simmons, ex cestista statunitense
- 1969 - Isabelle Attard, archeologa e politica francese
- 1969 - Eduardo da Costa Paes, politico brasiliano
- 1969 - Mark Henderson, ex nuotatore statunitense
- 1969 - James S. A. Corey, scrittore di fantascienza statunitense
- 1969 - Lars Larsen, ex calciatore danese
- 1969 - Larry Lewis, ex cestista e allenatore di pallacanestro statunitense
- 1969 - Sue Stewart, ex cestista canadese
- 1969 - Butch Walker, cantante, chitarrista e compositore statunitense
- 1970 - Erik Bo Andersen, politico e ex calciatore danese
- 1970 - Paolo Angeli, chitarrista, compositore e etnomusicologo italiano
- 1970 - Brendan Benson, musicista e cantautore statunitense
- 1970 - Darrien Gordon, ex giocatore di football americano statunitense
- 1970 - Václav Luks, clavicembalista e direttore d'orchestra ceco
- 1970 - Beatrice Luzzi, attrice e autrice televisiva italiana
- 1970 - Fran Murcia, ex cestista spagnolo
- 1970 - Dana Stubblefield, ex giocatore di football americano statunitense
- 1970 - André Venter, ex rugbista a 15 sudafricano
- 1970 - David Wesley, ex cestista e allenatore di pallacanestro statunitense
- 1970 - Bledar Çuçi, politico albanese
- 1971 - Arsenio Benítez, ex calciatore paraguaiano
- 1971 - Sara Bilotti, scrittrice italiana
- 1971 - Nick Boraine, attore sudafricano
- 1971 - Matteo Bussola, fumettista, scrittore e conduttore radiofonico italiano
- 1971 - Laidel Chapelli, ex giocatore di baseball e allenatore di baseball cubano
- 1971 - Chloe, ex attrice pornografica e modella statunitense
- 1971 - Alex Comas, ex calciatore colombiano
- 1971 - Fabrizio De Chiara, pugile italiano († 1996)
- 1971 - Alix Didier Fils-Aimé, imprenditore e politico haitiano
- 1971 - Marco Leonardi, attore italiano
- 1971 - Javier Pascual Rodríguez, ex ciclista su strada spagnolo
- 1971 - Carlo Sassarini, allenatore di calcio e ex calciatore italiano
- 1972 - Giulia Blasi, scrittrice, conduttrice radiofonica e giornalista italiana
- 1972 - Matt Bloom, wrestler statunitense
- 1972 - Josh Duhamel, attore e ex modello statunitense
- 1972 - Lori Dupuis, ex hockeista su ghiaccio canadese
- 1972 - Edyta Górniak, cantante polacca
- 1972 - Hovik Keuchkerian, ex pugile e attore spagnolo
- 1972 - Dougie Payne, bassista britannico
- 1972 - Dario Rossi, allenatore di calcio e ex calciatore italiano
- 1972 - Hideki Sakamoto, compositore e musicista giapponese
- 1972 - Maria Spilabotte, politica italiana
- 1972 - Aaron Taylor, ex giocatore di football americano statunitense
- 1972 - Laurence Tieleman, ex tennista e allenatore di tennis belga
- 1972 - Alain Vertot, ex calciatore francese
- 1972 - Dariusz Żuraw, allenatore di calcio e ex calciatore polacco
- 1973 - Piero Bitetti, politico italiano
- 1973 - Moka Only, rapper canadese
- 1973 - Caterina Deregibus, attrice italiana
- 1973 - Federico Garcín, ex cestista uruguaiano
- 1973 - Adina Howard, cantante statunitense
- 1973 - Lawyer Milloy, ex giocatore di football americano statunitense
- 1973 - Anna Murínová, biatleta slovacca
- 1973 - Jared Prickett, ex cestista statunitense
- 1973 - Brede Skorve, ex calciatore norvegese
- 1973 - Dana Snyder, attore e comico statunitense
- 1973 - Andrew Strong, cantante irlandese
- 1973 - Mark Sultan, musicista e produttore discografico canadese
- 1973 - Milaine Thériault, ex fondista canadese
- 1973 - Paulo Turra, allenatore di calcio e ex calciatore brasiliano
- 1973 - Markus Werba, baritono austriaco
- 1973 - Yüksel Şanlı, lottatore turco
- 1974 - Matt Cedeño, attore e ex modello statunitense
- 1974 - Tony Grant, allenatore di calcio e ex calciatore inglese
- 1974 - Geimano Guyon, ex calciatore tahitiano
- 1974 - Ashat Qadyrkulov, ex calciatore kazako
- 1974 - Olivier Macia, illusionista francese
- 1974 - Rodrigo Martínez, ex cestista e allenatore di pallacanestro argentino
- 1974 - André Luiz Moreira, ex calciatore brasiliano
- 1974 - David Moscow, attore e produttore cinematografico statunitense
- 1974 - Otto Ramírez, ex cestista dominicano
- 1974 - Alessandra Smerilli, economista e religiosa italiana
- 1974 - Anna Stera-Kustucz, ex biatleta polacca
- 1974 - Yvonne Weber, ex cestista tedesca
- 1974 - João Bosco de Freitas Chaves, allenatore di calcio e ex calciatore brasiliano
- 1975 - Travis Barker, batterista, cantautore e produttore discografico statunitense
- 1975 - Nicolai Cleve Broch, attore norvegese
- 1975 - Frédéric Covili, ex sciatore alpino francese
- 1975 - Stephen Guarino, attore statunitense
- 1975 - Martin Hairer, matematico austriaco
- 1975 - Luizão, ex calciatore brasiliano
- 1975 - Nuno Marçal, ex cestista portoghese
- 1975 - Maria Mazza, showgirl, attrice e ex modella italiana
- 1975 - Mikki Moore, ex cestista statunitense
- 1975 - Gabriela Szabó, dirigente sportiva, politica e ex mezzofondista rumena
- 1975 - Andrea Vallascas, politico italiano
- 1975 - Gary Vaynerchuk, informatico e imprenditore statunitense
- 1975 - Dušan Vukčević, ex cestista serbo
- 1975 - Rosanna Walls, modella e attrice spagnola
- 1976 - Verónica Abad, politica e imprenditrice ecuadoriana
- 1976 - Nazmi Avluca, lottatore turco
- 1976 - Tyson Ballou, supermodello statunitense
- 1976 - Gianluca De Rubertis, musicista e cantautore italiano
- 1976 - Ramón Delgado, allenatore di tennis e ex tennista paraguaiano
- 1976 - Emmanuel Duah, ex calciatore ghanese
- 1976 - Kamal Quliyev, ex calciatore azero
- 1976 - Vanni Sartini, allenatore di calcio italiano
- 1976 - Brad Sucks, cantante, bassista e chitarrista canadese
- 1976 - Sandra Trattnigg, soprano austriaca
- 1976 - Massimiliano Varricchio, allenatore di calcio e ex calciatore italiano
- 1976 - František Čermák, allenatore di tennis e ex tennista ceco
- 1977 - Andrea Amati, compositore e paroliere italiano
- 1977 - Roberto Cantero, schermidore spagnolo
- 1977 - Brian Dietzen, attore statunitense
- 1977 - Dean Ellison, pilota motociclistico britannico
- 1977 - Sara Jay, attrice pornografica e regista statunitense
- 1977 - Maico Morellini, scrittore di fantascienza italiano
- 1977 - Niels Oude Kamphuis, ex calciatore olandese
- 1977 - Pavel Pergl, calciatore ceco († 2018)
- 1977 - Simon Quarterman, attore britannico
- 1977 - Ben Rhodes, scrittore, politico e funzionario statunitense
- 1977 - Obie Trice, rapper statunitense
- 1977 - Fernando Troyansky, ex calciatore argentino
- 1977 - Gionata Zarantonello, regista, sceneggiatore e montatore italiano
- 1978 - Michala Banas, attrice neozelandese
- 1978 - Delphine Chanéac, attrice francese
- 1978 - Lindy Leveau-Agricole, ex giavellottista seychellese
- 1978 - Grigory Martirosyan, politico karabakho
- 1978 - Leandro Müller, scrittore brasiliano
- 1978 - Jonathan Sesma, ex calciatore spagnolo
- 1978 - Elvis Sina, ex calciatore albanese
- 1978 - Vioresin Sinani, ex calciatore albanese
- 1979 - Vitalij Aab, hockeista su ghiaccio tedesco
- 1979 - Carl Hayman, ex rugbista a 15 e allenatore di rugby a 15 neozelandese
- 1979 - Cédric Hervé, ex ciclista su strada francese
- 1979 - Mavie Hörbiger, attrice tedesca
- 1979 - Arman K'aramyan, ex calciatore armeno
- 1979 - Artavazd K'aramyan, ex calciatore armeno
- 1979 - Olga Kurylenko, attrice e modella ucraina
- 1979 - Mpule Kwelagobe, modella botswana
- 1979 - Matt LaFleur, allenatore di football americano statunitense
- 1979 - Osleidys Menéndez, ex giavellottista cubana
- 1979 - Miguel Sabah, ex calciatore messicano
- 1979 - Aleksej Sokolov, maratoneta russo
- 1979 - Ekaterina Valentinovna Šipulina, danzatrice russa
- 1980 - Lorenzo Avagnina, ex giocatore di baseball italiano
- 1980 - Randall Bal, ex nuotatore statunitense
- 1980 - Allison Bradshaw, ex tennista statunitense
- 1980 - Carlos Cabezas, ex cestista spagnolo
- 1980 - Camille DeAngelis, scrittrice statunitense
- 1980 - Giulia Di Quilio, attrice italiana
- 1980 - Open Mike Eagle, cantante statunitense
- 1980 - Jason Gardner, ex cestista e allenatore di pallacanestro statunitense
- 1980 - Abidaz, rapper svedese
- 1980 - Brian Ireland, batterista e produttore discografico statunitense
- 1980 - Nicolas Lopez, schermidore francese
- 1980 - Vanesa Martín, cantante spagnola
- 1980 - Hilario Navarro, ex calciatore argentino
- 1980 - Pedro Capó, cantante portoricano
- 1980 - Brock Pierce, imprenditore e attore statunitense
- 1980 - Brooke Satchwell, attrice australiana
- 1980 - Marionna Schlatter, politica svizzera
- 1980 - Johan Sjöberg, ex calciatore svedese
- 1981 - Khaled Saad, ex calciatore giordano
- 1981 - Vanessa Bayer, attrice statunitense
- 1981 - José Alberto Benítez, ex ciclista su strada spagnolo
- 1981 - Stefania Blancuzzi, ex calciatrice italiana
- 1981 - Álex García, attore spagnolo
- 1981 - Arabella Steinbacher, violinista tedesca
- 1981 - Russell Tovey, attore britannico
- 1981 - Emad el-Geziry, pentatleta egiziano
- 1982 - Hamdan bin Mohammed Al Maktoum, emiratino
- 1982 - Ekaterina Atalık, scacchista russa
- 1982 - Greg Chambers, hockeista su ghiaccio canadese
- 1982 - Nicolas Colsaerts, golfista belga
- 1982 - Gradimir Crnogorac, allenatore di calcio e ex calciatore bosniaco
- 1982 - José Espinal, ex calciatore dominicano
- 1982 - Vinicio Espinal, allenatore di calcio e ex calciatore dominicano
- 1982 - Boosie Badazz, rapper, cantante e attore statunitense
- 1982 - Ron Howard, ex cestista statunitense
- 1982 - Stephen Hughes, ex calciatore scozzese
- 1982 - Kim Jaggy, ex calciatore svizzero
- 1982 - Kyle Orton, ex giocatore di football americano statunitense
- 1982 - Laura Ramsey, attrice statunitense
- 1982 - Ilona Usovič, velocista bielorussa
- 1982 - Joy Williams, cantautrice statunitense
- 1983 - Matthew Brann, batterista canadese
- 1983 - José Luis Cabión, ex calciatore cileno
- 1983 - Kevon Carter, calciatore trinidadiano († 2014)
- 1983 - Dīmītrīs Charitopoulos, cestista greco
- 1983 - Miculà Dematteis, ex ciclista su strada italiano
- 1983 - Alejandro Falla, allenatore di tennis e ex tennista colombiano
- 1983 - Mike Friese, giocatore di football americano tedesco
- 1983 - Antonio Gualtieri, pugile italiano
- 1983 - Michala Hartigová, ex cestista ceca
- 1983 - Benjamin Renner, fumettista, animatore e regista francese
- 1983 - Matthias Russ, ex ciclista su strada tedesco
- 1983 - Ivyann Schwan, attrice e cantante statunitense
- 1983 - Lauren Van Ness, ex sciatrice alpina statunitense
- 1983 - Chelsea Wolfe, cantautrice statunitense
- 1984 - Ali Al-Ajmi, ex calciatore omanita
- 1984 - Lisa De Vanna, calciatrice australiana
- 1984 - Giovanni Fietta, ex calciatore italiano
- 1984 - Tony Gaffney, ex cestista statunitense
- 1984 - Lance Harris, ex cestista e allenatore di pallacanestro statunitense
- 1984 - Ekaterina Krivec, pallavolista russa
- 1984 - Gonzalo Marronkle, ex calciatore argentino
- 1984 - Davide Motaran, hockeista su pista italiano
- 1984 - Vincenzo Nibali, ex ciclista su strada italiano
- 1984 - Francesca Olivoni, copilota di rally italiana
- 1984 - Enrico Schirinzi, allenatore di calcio e ex calciatore svizzero
- 1984 - Marija Šerifović, cantante serba
- 1985 - Mara Abbott, ex ciclista su strada statunitense
- 1985 - Elena Gómez, ex ginnasta spagnola
- 1985 - Ronny André Hafsås, ex biatleta e fondista norvegese
- 1985 - Steven Hill, ex cestista statunitense
- 1985 - Ramón Núñez, calciatore honduregno
- 1985 - Evelyn Nwabuoku, calciatrice nigeriana
- 1985 - Nelson Rebolledo, calciatore cileno
- 1985 - Veroljub Salatić, ex calciatore serbo
- 1985 - Resi Stiegler, ex sciatrice alpina statunitense
- 1985 - Babacar Touré, ex cestista senegalese
- 1985 - Thomas Vermaelen, ex calciatore belga
- 1985 - Jurijs Žigajevs, ex calciatore lettone
- 1986 - Josip Barišić, ex calciatore croato
- 1986 - Richard Buck, velocista britannico
- 1986 - Jeanine Cicognini, giocatrice di badminton svizzera
- 1986 - Sara De Lellis, pallavolista italiana
- 1986 - Timothy Duggan, ex ciclista su strada statunitense
- 1986 - Olena Fedorova, tuffatrice ucraina
- 1986 - Leford Green, ostacolista e velocista giamaicano
- 1986 - Ivo Iličević, ex calciatore croato
- 1986 - Alo Jakin, ciclista su strada estone
- 1986 - Kalisto, wrestler statunitense
- 1986 - Nate Linhart, ex cestista statunitense
- 1986 - Danielle Page, ex cestista e allenatrice di pallacanestro statunitense
- 1986 - Fernando Pedreira, calciatore brasiliano
- 1986 - Yuragiin Sainkhüü, calciatore mongolo
- 1986 - Candela Serrat, attrice e modella spagnola
- 1986 - Cory Michael Smith, attore statunitense
- 1986 - Joe Webb, giocatore di football americano statunitense
- 1986 - Yuna, cantante malese
- 1987 - Sofia Assefa, siepista etiope
- 1987 - Amina Bettiche, siepista algerina
- 1987 - Brian Gleeson, attore irlandese
- 1987 - Ante Bukvić, calciatore croato
- 1987 - Kebba Ceesay, ex calciatore gambiano
- 1987 - A.J. Davis, ex cestista statunitense
- 1987 - Ander Elosegi, canoista spagnolo
- 1987 - Filimaua Fatu, calciatore samoano americano
- 1987 - Ben Gastauer, ex ciclista su strada lussemburghese
- 1987 - Giōrgos Geōrgiadīs, ex calciatore greco
- 1987 - Ataullah Guerra, ex calciatore trinidadiano
- 1987 - Stanley Havili, giocatore di football americano statunitense
- 1987 - Hou Yuzhuo, taekwondoka cinese
- 1987 - Dimitri Leonidas, attore britannico
- 1987 - Eva Padoan, doppiatrice italiana
- 1987 - Wagner Renan Ribeiro, ex calciatore brasiliano
- 1988 - Jeremy Bokila, calciatore congolese (Repubblica Democratica del Congo)
- 1988 - Karamoko Cissé, ex calciatore guineano
- 1988 - Artjom Dmitrijev, calciatore estone
- 1988 - Masato Fukui, ex calciatore giapponese
- 1988 - Justin Gaethje, artista marziale misto statunitense
- 1988 - Florian Meier, politico e poliziotto liechtensteinese
- 1988 - Nina Meurisse, attrice francese
- 1988 - Avni Pepa, ex calciatore norvegese
- 1988 - Héldon Ramos, calciatore capoverdiano
- 1988 - Kenny Steppe, ex calciatore belga
- 1988 - Josip Suton, giocatore di calcio a 5 e ex calciatore croato
- 1988 - Lachlan Tame, canoista australiano
- 1988 - Erika Villani, giocatrice di calcio a 5 e ex calciatrice italiana
- 1988 - Takurō Ōno, attore giapponese
- 1989 - José Abreu, ex calciatore portoghese
- 1989 - Mainor Álvarez, calciatore costaricano
- 1989 - Matúš Bubeník, altista slovacco
- 1989 - Greg Cackett, bobbista e ex velocista britannico
- 1989 - Vlad Chiricheș, calciatore rumeno
- 1989 - Michael Cox, giocatore di football americano statunitense
- 1989 - Dayuan, attrice, cantante e modella cinese
- 1989 - Andreu Fontàs, ex calciatore spagnolo
- 1989 - Xhevdet Gela, calciatore finlandese
- 1989 - Emis Killa, rapper italiano
- 1989 - T.Y. Hilton, giocatore di football americano statunitense
- 1989 - Guus Joppen, calciatore olandese
- 1989 - Leandro Kappel, calciatore olandese
- 1989 - Jake Livermore, calciatore inglese
- 1989 - Stella Maeve, attrice statunitense
- 1989 - Mei Fang, ex calciatore cinese
- 1989 - Mirko Giacomo Nenzi, pattinatore di velocità su ghiaccio italiano
- 1989 - Megan Plourde, ex pallavolista statunitense
- 1989 - Paolo Principi, ginnasta italiano
- 1989 - The Ready Set, cantautore e musicista statunitense
- 1989 - Zephaniah Thomas, calciatore nevisiano
- 1989 - Keith Watson, calciatore scozzese
- 1989 - Həsən Əliyev, lottatore azero
- 1990 - Khaled Abdulraouf, calciatore qatariota
- 1990 - John Archibald, pistard e ciclista su strada britannico
- 1990 - Amina Bakhit, mezzofondista sudanese
- 1990 - Mathis Bolly, calciatore norvegese
- 1990 - Roman Bürki, calciatore svizzero
- 1990 - Yanet García, modella e conduttrice televisiva messicana
- 1990 - Václav Hladký, calciatore ceco
- 1990 - David Howell, scacchista britannico
- 1990 - Anton Kilin, calciatore russo
- 1990 - Djiman Koukou, calciatore beninese
- 1990 - Marco Köfler, calciatore austriaco
- 1990 - Tereza Mrdeža, tennista croata
- 1990 - Erica Necci, doppiatrice italiana
- 1990 - Lucia Peretti, pattinatrice di short track italiana
- 1990 - Alex Maximiliano Silva, ex calciatore uruguaiano
- 1990 - Péter Szappanos, calciatore ungherese
- 1990 - Bruno Telushi, calciatore albanese
- 1990 - Josh Warrington, pugile britannico
- 1990 - Wrongonyou, cantante italiano
- 1991 - Mohammed Abu, ex calciatore ghanese
- 1991 - Manoel Afonso Júnior, calciatore brasiliano
- 1991 - Beau Allen, ex giocatore di football americano statunitense
- 1991 - Gallant, cantautore statunitense
- 1991 - Taylor Hall, hockeista su ghiaccio canadese
- 1991 - Ol'ha Holodna, pesista ucraina
- 1991 - Flamur Kastrati, ex calciatore norvegese
- 1991 - Alex Kirk, cestista statunitense
- 1991 - Mateusz Mak, calciatore polacco
- 1991 - Michał Mak, ex calciatore polacco
- 1991 - Graham Patrick Martin, attore statunitense
- 1991 - Matías Orlando, rugbista a 15 argentino
- 1991 - Taras Romančuk, calciatore ucraino
- 1991 - Garrett Scott, giocatore di football americano statunitense
- 1991 - Robin Sebeille, ex giocatore di football americano francese
- 1991 - Gustavo Vagenin, calciatore brasiliano
- 1992 - Xavi Barroso, hockeista su pista spagnolo
- 1992 - Angelo Blackson, giocatore di football americano statunitense
- 1992 - Samba Camara, calciatore maliano
- 1992 - Laura Dally, ex cestista e allenatrice di pallacanestro canadese
- 1992 - Tadhg Furlong, rugbista a 15 irlandese
- 1992 - Juan Manuel García, calciatore argentino
- 1992 - Dmytro Jančuk, canoista ucraino
- 1992 - Alexander Michel Melki, calciatore svedese
- 1992 - Akeel Morris, giocatore di baseball statunitense
- 1992 - Jamel Morris, cestista statunitense
- 1992 - Sidoine Oussou, ex calciatore beninese
- 1992 - Eli Tomac, pilota motociclistico statunitense
- 1992 - Burak Tozkoparan, attore e musicista turco
- 1993 - Tabata Amaral, politica, astrofisica e attivista brasiliana
- 1993 - Marwan El-Kamash, nuotatore egiziano
- 1993 - Luis Gil, calciatore statunitense
- 1993 - Eddy Gnahoré, calciatore francese
- 1993 - Guo Ailun, cestista cinese
- 1993 - Mats Haakenstad, calciatore norvegese
- 1993 - Francisco Lindor, giocatore di baseball portoricano
- 1993 - Minh Tu Nguyen, modella vietnamita
- 1993 - Shūhei Nomura, attore giapponese
- 1993 - Chris Obekpa, cestista nigeriano
- 1993 - Young Chop, beatmaker e produttore discografico statunitense
- 1993 - Janieve Russell, ostacolista e velocista giamaicana
- 1993 - Faïz Selemani, calciatore francese
- 1993 - Gerel Simmons, cestista statunitense
- 1993 - Mery Spolsky, cantante polacca
- 1993 - Samuel Umtiti, calciatore camerunese
- 1993 - Diego Valdez, calciatore paraguaiano
- 1993 - Leo Vendrame, cestista giapponese
- 1994 - Jack Barmby, ex calciatore inglese
- 1994 - Eladio Carrión, cantante e rapper statunitense
- 1994 - Nick DePuy, calciatore statunitense
- 1994 - Kinitoni Falatau, calciatore tongano
- 1994 - Thomas Murg, calciatore austriaco
- 1994 - Bubacarr Sanneh, calciatore gambiano
- 1994 - Denislav Vutev, cestista bulgaro
- 1995 - Marko Bačak, cestista tedesco
- 1995 - Kyra Carusa, calciatrice statunitense
- 1995 - Tino Casali, calciatore austriaco
- 1995 - Barla Deplazes, ex calciatrice svizzera
- 1995 - Sandra Eie, sciatrice freestyle norvegese
- 1995 - Nahuel Estévez, calciatore argentino
- 1995 - Markus Fuchs, velocista austriaco
- 1995 - Ghirmay Ghebreslassie, maratoneta eritreo
- 1995 - Ricardo Martins Guimarães, calciatore portoghese
- 1995 - Da'Shawn Hand, giocatore di football americano statunitense
- 1995 - Hampus Holmgren, ex calciatore finlandese
- 1995 - Luka Janežič, velocista sloveno
- 1995 - Dejan Janjić, cestista serbo
- 1995 - Nik'oloz K'akhelashvili, lottatore georgiano
- 1995 - Guido Messina, attore e cantante argentino
- 1995 - Iza Mlakar, ex pallavolista slovena
- 1995 - Mea Shimotsuki, modella e attrice giapponese
- 1995 - Elijah Stewart, cestista statunitense
- 1995 - Tristan Takats, sciatore freestyle austriaco
- 1995 - Viktor Velkoski, calciatore macedone
- 1995 - Luis de León, calciatore guatemalteco
- 1995 - Tonček Štern, pallavolista sloveno
- 1996 - Bence Bedi, calciatore ungherese
- 1996 - Fjorin Durmishaj, calciatore albanese
- 1996 - Sarah Finnegan, ginnasta statunitense
- 1996 - Mason Gooding, attore statunitense
- 1996 - Dawson Knox, giocatore di football americano statunitense
- 1996 - Rabiya Mateo, modella e attrice filippina
- 1996 - Krisztián Pádár, pallavolista ungherese
- 1996 - Muhammad Shachar, calciatore israeliano
- 1996 - Borna Ćorić, tennista croato
- 1997 - Miranda Coetzee, velocista sudafricana
- 1997 - Erick Luis Conrado Carvalho, calciatore brasiliano
- 1997 - Justice Hill, giocatore di football americano statunitense
- 1997 - Ibuki Kido, doppiatrice giapponese
- 1997 - Martin Kramarič, calciatore sloveno
- 1997 - Noussair Mazraoui, calciatore marocchino
- 1997 - Kelvin Morgan, calciatore gibilterriano
- 1997 - Christopher Nkunku, calciatore francese
- 1997 - Zigmārs Raimo, cestista lettone
- 1997 - Ivanna Sachno, attrice ucraina
- 1997 - Pollys Sacramento, giocatore di football americano brasiliano
- 1997 - Il'ja Samošnikov, calciatore russo
- 1997 - George Sear, attore televisivo britannico
- 1997 - Axel Tuanzebe, calciatore congolese (Repubblica Democratica del Congo)
- 1997 - Ronald Álvarez, calciatore uruguaiano
- 1998 - Kevin Agudelo, calciatore colombiano
- 1998 - Vladyslav Babohlo, calciatore moldavo
- 1998 - Musa Barrow, calciatore gambiano
- 1998 - Samuele Battistella, ciclista su strada italiano
- 1998 - Matteo Biscossi, giocatore di calcio a 5 italiano
- 1998 - Chennedy Carter, cestista statunitense
- 1998 - Machop Chol, calciatore sudsudanese
- 1998 - DeVonta Smith, giocatore di football americano statunitense
- 1998 - Mario Del Basso, pallanuotista italiano
- 1998 - Anna Henderson, ciclista su strada britannica
- 1998 - Ablie Jallow, calciatore gambiano
- 1998 - Sofia Kenin, tennista statunitense
- 1998 - Bryan Lasme, calciatore francese
- 1998 - Carlos Mendes Gomes, calciatore senegalese
- 1998 - Sophie Sorschag, saltatrice con gli sci austriaca
- 1998 - Alina Šynkarenko, nuotatrice artistica ucraina
- 1999 - Anna Csiki, calciatrice ungherese
- 1999 - Yonas Malede, calciatore israeliano
- 1999 - Noel Niemann, calciatore tedesco
- 1999 - Carmen Panepinto, modella italiana
- 1999 - Katrin Stoičkova, cestista bulgara
- 1999 - Dorian Thompson-Robinson, giocatore di football americano statunitense
- 1999 - Wang Ciyue, sincronetta cinese
- 1999 - Jude Wright, attore britannico
- 1999 - Jordan Zemura, calciatore zimbabwese
- 1999 - Pablo Roberto, calciatore brasiliano
- 2000 - Andreea Ana, lottatrice rumena
- 2000 - Kerby Joseph, giocatore di football americano statunitense
- 2000 - Jacob Kiplimo, mezzofondista ugandese
- 2000 - Adhuoljok Malual, pallavolista italiana
- 2000 - Andrés Perea, calciatore statunitense
- 2000 - Lena Charlotte Reißner, pistard e ciclista su strada tedesca
- 2000 - Pau Resta, calciatore spagnolo

## XXI secolo(23)
- 2001 - Zachary DiGregorio, slittinista statunitense
- 2001 - James Gomez, calciatore gambiano
- 2001 - Quilindschy Hartman, calciatore olandese
- 2001 - MacKenzie Hunt, calciatore emiratino
- 2001 - Chloe Lang, attrice statunitense
- 2001 - Nicolas Milanović, calciatore australiano
- 2001 - Aleksander Pawlak, calciatore polacco
- 2002 - Manuel Baldé, calciatore portoghese
- 2002 - Corrado Barbera, sciatore alpino italiano
- 2002 - Romeo Benítez, calciatore paraguaiano
- 2002 - Billy Koumetio, calciatore francese
- 2002 - Delia Durrer, sciatrice alpina svizzera
- 2002 - Gianluca Petecof, pilota automobilistico brasiliano
- 2003 - Itzamary Gonzalez Cuellar, nuotatrice artistica messicana
- 2003 - Brandon Jacobson, scacchista statunitense
- 2003 - Lukas Nerurkar, ciclista su strada britannico
- 2003 - Hamzat Ojediran, calciatore nigeriano
- 2004 - Karim Cissé, calciatore guineano
- 2004 - Daniel Kanu, calciatore sierraleonese
- 2004 - Valerija Tyščenko, nuotatrice artistica ucraina
- 2005 - Aleksej Koltakov, calciatore russo
- 2006 - Sorato Anraku, arrampicatore giapponese
- 2006 - Yan Diomande, calciatore ivoriano

## Senza anno specificato(1)
- Kairi Shimotsuki, fumettista giapponese